# Mieczysław Cybulski (fotograf)
Mieczysław Cybulski  (ur. w 15 sierpnia 1933 w Oktawinie, zm. 28 kwietnia 2021 w Warszawie) – polski operator filmowy, fotograf.

## Życiorys
Był założycielem Stowarzyszenia Twórców Fotoklub Rzeczypospolitej Polskiej, w którym od jego powstania (1995) pełnił funkcję prezesa Zarządu i sekretarza Kapituły. Był założycielem (1990) i prezesem Fundacji „Fotografia dla Przyszłości”. Był członkiem honorowym Towarzystwa Fotograficznego im. Edmunda Osterloffa w Radomsku. Był członkiem honorowym Lubelskiego Towarzystwa Fotograficznego im. Edwarda Hartwiga.
W latach 1978–1996 był członkiem rzeczywistym i honorowym Związku Polskich Artystów Fotografików, gdzie pełnił przez 12 lat funkcję wiceprezesa Zarządu Głównego. W 1996 wystąpił ze ZPAF.
Został wyróżniony wieloma odznaczeniami wojennymi za czynny udział w Narodowych Siłach Zbrojnych i Polskiej Organizacji Podziemnej „Wyzwolenie” w latach 1946–1955. Pochowany 17 maja 2021 na cmentarzu komunalnym Północnym w Warszawie.

## Edukacja
Mieczysław Cybulski działalność fotograficzną rozpoczął w 1953 w Polskim Towarzystwie Fotograficznym w Warszawie. Był uczniem artystów fotografików i teoretyków sztuki fotograficznej: Mariana Szulca, Witolda Dederki, Jana Sunderlanda, Zbigniewa Dłubaka.
W roku 1970 otrzymał dyplom wyższego wykształcenia w dziedzinie filmu i fotografii. Był operatorem filmowym, fotografikiem oraz instruktorem fotografii i filmu kategorii „specjalnej” nadanej przez Ministra Kultury i Sztuki.

## Działalność
Oprócz wyżej wymienionych, zajmował również wiele funkcji w innych organizacjach fotograficznych i filmowych: prezesa Klubu Fotograficzno-Filmowego „Kontury”, przewodniczącego Klubu Instruktorów Fotografii i Filmu. Był założycielem grupy twórczej „Fakt".
Zainicjował powołanie przez Ministra Kultury i Sztuki, Wyższego Studium Fotografii w Warszawie, którego ukończenie zostało uznane za wyższe wykształcenie w dziedzinie fotografii po raz pierwszy w Polsce.
Był wykładowcą w Studium Form Fotograficznych, Wyższym Studium Fotografii i Obrazowania oraz na kursach kwalifikacyjnych. Był jurorem wielu konkursów fotograficznych zarówno krajowych jak i międzynarodowych. Był rzeczoznawcą do spraw fotografii powołany przez Ministra Kultury i Sztuki.

## Twórczość
Brał udział w wielu wystawach fotograficznych w kraju i za granicą. Był autorem wystaw indywidualnych m.in.: „Barwografia 1”, „Zbliżenia”, „Barwa i obraz”, „Perspektywa widzenia”, „Warszawki Wrzesień”, „Plamy błękitu cz. 1”. Był także autorem wystaw fotograficznych na zamówienie Ministerstwa Spraw Zagranicznych eksponowanych w wielu krajach. Był autorem działań i akcji pozagaleryjnych – m.in. „Polskie dziewczyny”, „Portret dla Ewy”, „Spojrzenie dziecka”, „Koncerty”, „Odkrywanie”, „Portret Warszawiaków”, „Jeden dzień Warszawy”, „Portret Warszawianki”, „Fotografia dla Przyszłości”, „Jeden dzień z życia Warszawy”, „Portret Rodzinny Warszawiaków” i inne.
Tworzył we wszystkich technikach fotograficznych. Szczególnie interesowały go techniki specjalne – m.in. holografia. Tematyką prac Mieczysława Cybulskiego był akt, portret w krajobrazie, krajobraz i inne.

Moje zainteresowania, to trwałość zapisów fotograficznych, które mogą być przekazane przyszłym pokoleniom do obejrzenia za kilkaset lub za kilka tysięcy lat. Dokonania zostały poczynione w latach osiemdziesiątych i przygotowywane obecnie. Dotychczas przesłano trzy pojemniki z fotografiami, a ich trwałość gwarantuje, że mogą zachować zapis do odległych czasów. Rozpocząłem akcję w Galerii Fot-Medium-Art we Wrocławiu w 1986 roku pn. „Fotografie dla Przyszłości”, a obecnie pod taką nazwą działa fundacja.

Za swoją twórczą pracę otrzymał tytuł Artiste FIAP (AFIAP) Międzynarodowej Federacji Sztuki Fotograficznej.

## Odznaczenia
- Złoty Krzyż Zasługi
- Krzyż Niezłomnych
- Krzyż za Wolność i Niepodległość
- Medal za Wolność i Niepodległość
- Krzyż Więźnia Politycznego
- Krzyż Walki o Niepodległość
- Odznaka Weterana Walk o Niepodległość
- Srebrna Odznaka Honorowa Za Zasługi dla Warszawy
- Złota Odznaka Honorowa Za Zasługi dla Warszawy
- Odznaka „Zasłużony Działacz Kultury”
- Złoty Medal „Zasłużony dla Fotografii Polskiej”[9]
- Medal „Za Zasługi dla Fotografii Polskiej” (2018)[10]